# Rocking Chairs
I Rocking Chairs sono stati un gruppo musicale italiano rock, il cui stile è fortemente legato alla tradizione del rock di stampo americano. Hanno pubblicato 4 album, composti da canzoni (autografe da Graziano Romani) e da varie cover.
Il nome del gruppo prende spunto dal brano rock-blues Rocking Chairs Blues, richiamo all'immagine del bluesman che canta, accompagnandosi con la sola chitarra, seduto sopra una sedia a dondolo (in inglese rocking chair).

## Storia del gruppo
Nascono ufficialmente l'11 aprile 1981 a Salvaterra di Casalgrande (RE) da un'idea di Graziano Romani.
La primissima formazione comprende Rossano Prampolini (chitarra), Massimo Mammi (basso), Luigi Codeluppi (tastiere), Mirko Pellati (chitarra), Luca Urlotti (batteria) ed è dedita alla rivisitazione di classici rock e rock'n'roll. Successivamente i componenti vengono sostituiti, sino a giungere ad una formazione stabile che prevede, oltre allo stesso Romani in veste di cantante e chitarrista, la presenza di Max 'Grizzly' Marmiroli al sax, e di Paolo Poggi alle tastiere (il quale ebbe inoltre un ruolo importante per arrivare al contratto con l'etichetta discografica Ala Bianca, che pubblicò con la sussidiaria River Nile Records tutti i 4 dischi del gruppo nonché e per creare i contatti promozionali per la band in quegli anni).
La formazione 'classica' trova il completamento con Franco Borghi al posto di Paolo Poggi alle tastiere, Roberto Pellati (Robby) alla batteria, Antonio Righetti (Rigo) al basso e Mel Previte (Mel) alla chitarra, gli ultimi tre successivamente componenti (per oltre un decennio) della band di Luciano Ligabue.
Si fecero conoscere a livello nazionale nel 1987 con il videoclip Old Rocker Busted tratto dall'album d'esordio New Egypt, che fu trasmesso dalla rete televisiva Videomusic.
Dopo l'uscita del secondo album Freedom Rain, più vario del precedente e contenente la cover di Wild Horses realizzata con Elliott Murphy, ci fu l'abbandono di Grizzly e Borghi e l'entrata di Giorgio Buttazzo alla chitarra.
Il terzo album No Sad Goodbyes del 1990 è stato pubblicato anche in Giappone dall'etichetta "Toshiba", mentre Hate and Love Revisited dell'anno successivo ha goduto di un'edizione tedesca ad opera della Jaguar, di qualità sonora decisamente superiore rispetto alla corrispondente versione italiana.
Questi due album vengono incisi tra New York e Nashville, dove il gruppo ebbe l'occasione di duettare con artisti di fama internazionale come Willie Nile, Ashley Cleveland e Robert Gordon.

### Dopo lo scioglimento
Il gruppo si scioglie nel 1991.
Graziano Romani ha intrapreso la carriera solista, alternando 
album sia in inglese che in italiano e partecipando a vari album-tributo ed importanti iniziative a sfondo benefico mentre Antonio Righetti, Roberto Pellati, Mel Previte hanno fatto parte della band di Luciano Ligabue e portano avanti progetti personali.
Nel 1997 il brano Restless Nights, già pubblicato a suo tempo nell'album d'esordio New Egypt, appare sul tributo internazionale a Springsteen One Step Up, Two Steps Back.
Nel 2002 Graziano Romani recupera alcuni brani, composti nel 1991 e rimasti inediti sino ad allora, che vengono raccolti nell'album Lost and Found: Songs for the Rocking Chairs (su etichetta Freedom Rain Records), che vede i Rocking Chairs suonare di nuovo insieme in studio.
Il loro brano I Will Be There Tonight, viene utilizzato per lo spot televisivo "Lines Petalo Blu" dell'agenzia pubblicitaria Armando Testa.
Sempre nel 2002 la vecchia etichetta discografica dei Chairs pubblica Sparks of Passion: Best and Rarities, un "Greatest Hits" composto da 2 CD: il primo Best, con una selezione dei migliori brani, il secondo, Rarities, con inedite versioni dal vivo o demo.

### Riunione del 2014
Nel 2014 il gruppo nella sua formazione storica si ricompone, per poi intraprendere un tour riuniti.

## Formazione
- Graziano Romani - voce, chitarra, cori
- Antonio Righetti (Rigo) - basso elettrico
- Roberto Pellati (Robby) - batteria
- Mel Previte - chitarra, cori
- Franco Borghi - pianoforte, organo, tastiere
- Max Marmiroli (Grizzly) - sax, cori

### Ex componenti
- Giorgio Buttazzo - chitarra
- Paolo Poggi - tastiere

## Discografia

### Album registrati in studio
- 1987 - New Egypt (in LP, pubblicato nel 1989 su CD)
- 1989 - Freedom Rain
- 1990 - No Sad Goodbyes
- 1991 - Hate and Love Revisited

### A nome Graziano Romani
- 2002 - Lost and Found: Songs for the Rocking Chairs - formalmente si tratta di un album di Graziano Romani, ma è palese lo strettissimo legame con la cosiddetta "Rocking Chairs Era".

### Raccolte
- 2002 - Sparks of Passion: Best and Rarities

### Partecipazioni
- 1995 - For You - A Tribute to Bruce Springsteen - brano Un passo via da te con Marco Conidi
- 1997 - One Step Up, Two Steps Back - brano Restless Nights

## Videografia

### Videoclip
- 1987 - Old Rocker Busted - dall'album New Egypt
- 1989 - Freedom Rain (con Elliott Murphy) - dall'album Freedom Rain